# Eduardo Joson
Eduardo Joson (1919–1990) Fülöp-szigeteki politikus, második világháborús gerillavezér.

## Életpályája
Eduardo Joson századosi rangban szolgált a második világháborúban a Fülöp-szigeteki gerillahadseregben, amely az amerikai csapatokkal együtt harcolt a megszálló japánok ellen. Juan Pajota századossal együtt komoly szerepet vállalt a cabanatuani fogolytábor felszabadításában.
A háború után részt vett a Fülöp-szigetek infrastruktúrájának újjáépítésében. Nueva Ecijában, ahol Cabanatuan is található, tartományi kormányzónak választották 1959-ben. Hivatalát 1992-ig töltötte be, ezzel az ország történetének második leghosszabb kormányzói idejét tudhatja magáénak. 2004. augusztus 5-én egy kórházat neveztek el róla.

## Lásd még
- Henry Mucci
- Robert Prince
- Juan Pajota

## Fordítás
- Ez a szócikk részben vagy egészben  az   Eduardo Joson című angol Wikipédia-szócikk fordításán alapul.  Az eredeti cikk szerkesztőit annak laptörténete sorolja fel. Ez a jelzés csupán a megfogalmazás eredetét és a szerzői jogokat jelzi, nem szolgál a cikkben szereplő információk forrásmegjelöléseként.